# .308 Norma Magnum
El .308 Norma Magnum (7.62×65mmBR) es un cartucho de fuego central para rifle desarrollado por Nils Kvale para Norma, en Suecia. Al igual que el .358 Norma Magnum, este cartucho se desarrolló del casquillo del .300 H&H Magnum. La longitud del casquillo del .308 Norma Magnum es reducir la longitud de su casquillo predecesor hasta el máximo tamaño en el que pudiera ser usado de un mecanismo de longitud estándar. Si bien el .308 Norma Magnum generó mucho interés en su inicio, fue rápidamente opacado por el .300 Winchester Magnum. Uno de los pocos que producen aún rifles recamarados para este cartuchos es Schultz & Larsen de Dinamarca.
A fines de la década de los años 40, Kvale diseñó un cartucho llamado el 8mm Kvale, para ser usado en los rifles  8mm Mauser M98  que inundaron el mercado norteamericano después de la guerra, y que fue apodado  El Magnum del pobre. Kvale Usó el casquillo del .300 H&H Magnum reduciendo el diámetro del anillo para que pueda hacerle al cerrojo del Mauser 98. De su experiencia desarrollando este primer cartucho es que nacen el .308 y el .358 Norma Magnum.
Los casquillos para cargar este cartucho pueden ser adquiridos de Norma producidos de tres formas: ampliando el diámetro del cuello del casquillo de un 7 mm Remington Magnum, ajustando el cuello del casquillo de un .338 Winchester Magnum, o pasando el casquillo del .300 Winchester Magnum por un dado de recarga. 